# Homorythmie
L'homorythmie est la forme la plus élémentaire du contrepoint : dans un passage polyphonique, toutes les voix vocales, instrumentales ou mixtes s'y déroulent simultanément avec les mêmes valeurs rythmiques, les mélodies se développant par mouvements parallèles ou par contours mélodiques différents. Le chant est ainsi harmonisé en accord, note contre note (ou "point contre point", définition d'origine du mot « contrepoint »). Le terme est parfois employé pour une même mélodie jouée ou chantée à l'unisson, sur une ou plusieurs octaves (voir  plutôt monodie). À ne pas confondre avec l'ostinato où un même rythme revient cycliquement, elle est à l'opposé du fugato ou de la fugue où les voix sont en entrées successives et le plus souvent polyrythmiques. Dans un canon homorythmique, chaque phrase musicale possède exactement le même rythme.

Homorythmie du choral extrait de La Jeune Fille et la Mort, lied de Franz Schubert (D.531, Op.7 no 3).

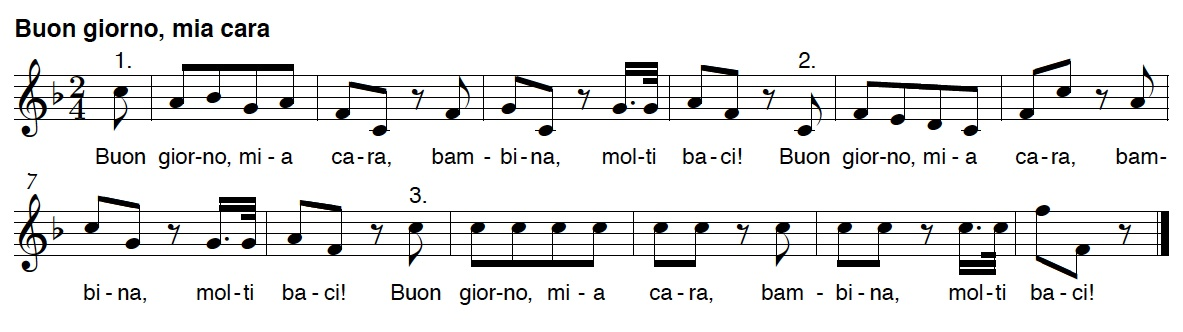
Bonjour, mon cher, canon homorythmique enfantin à trois voix.

L'homorythmie peut être utilisée sur toute une œuvre ou un de ses mouvements comme dans l'organum médiéval, mais aussi dans une chanson (comme les vaudevilles du XIVe siècle), un madrigal, un choral (particulièrement les chorals protestants), un motet, un hymne. Ce système d'écriture se retrouve également sur une partie plus ou moins longue (parfois très courte) d'une œuvre mettant ainsi par effet de contraste un accent particulier sur un motif ou sur les mots d'un texte.